# Sanys sublata
Sanys sublata är en fjärilsart som beskrevs av Paul Dognin 1912. Sanys sublata ingår i släktet Sanys och familjen nattflyn. Inga underarter finns listade.